# الصندوق الأسود (برنامج)
الصندوق الأسود برنامج حواري يقدمه الإعلامي عمار تقي ويستضيف مجموعة من الشخصيات الذين عاصروا أبرز الأحداث السياسية والاقتصادية والرياضية المهمة التي مرت على الكويت، ليُدلوا بشهادتهم بشكل وثائقي. من أهم الشخصيات الكويتية التي استضافها البرنامج عبد الله النفيسي، أما الشخصيات غير الكويتية التي استضافها البرنامج الأمير تركي الفيصل رئيس الاستخبارات العامة السعودية بين عامي 1977–2001م والنائب في مجلس النواب العراقي فائق الشيخ علي.

## الخلفية
أنطلق البرنامج عبر اليوتيوب في الموسم الأول والثاني وحصلت القبس الإلكتروني على حقوق الموسم الثالث.

## الموسم الثالث
استضاف في ثلاثين حلقة طوال شهر رمضان 1442 هـ/ 2021 النائب في مجلس النواب العراقي فائق الشيخ علي والمعارض السابق والحالي لنظام الحكم في العراق.